# Radiofaro
Un radiofaro es una estación emisora de radio que envía de forma automática y continua señales como ayuda a la navegación aérea y marítima.

## Tipos
Existen básicamente dos tipos de radiofaros básicos:

Esquema de navegación usando un NDB.

- NDB (Non-Directional Beacon, baliza no direccional): este radiofaro es el más antiguo y el más simple de los dos. La emisora envía una señal de radio, de frecuencia fija, que puede captarse desde todas las direcciones. Mediante un instrumento ADF (en inglés Automatic Direction Finder) a bordo del avión, el piloto puede seleccionar la frecuencia de esa emisora, que conoce por las cartas de navegación y observar la aguja del instrumento, la cual indica en qué dirección se encuentra el radiofaro. Los NDB están situados a lo largo de las principales rutas de navegación aéreas, y sobre todo en las inmediaciones de los aeropuertos, donde siguen siendo de gran utilidad para los pilotos cuando realizan maniobras de aproximación con poca o nula visibilidad. La emisión se realiza en frecuencia media y el alcance es de unas 30 millas náuticas (unos 50 kilómetros).

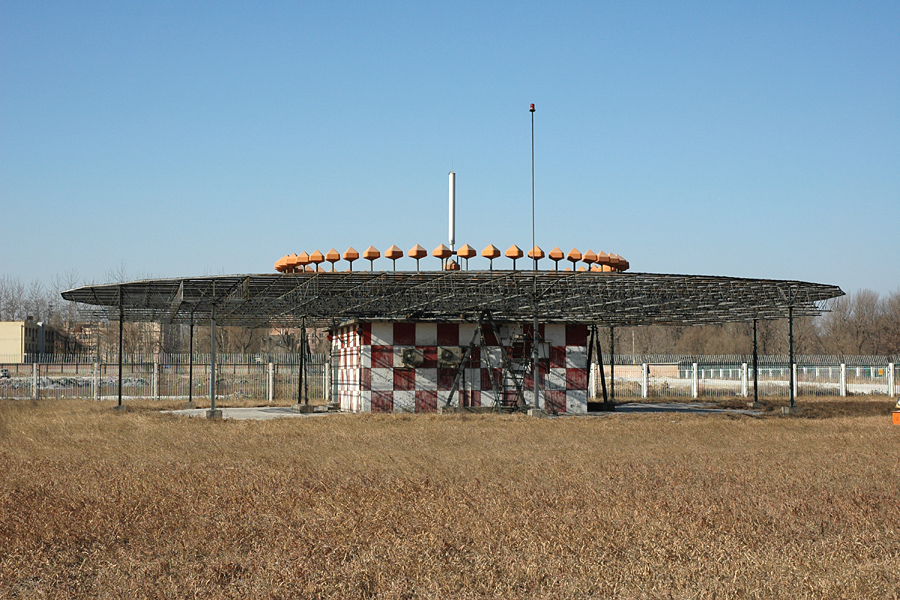
Un radiofaro VOR en Pekín.

- VOR (Very High Frequency Omnidirectional Range, Radiofaro omnidireccional de muy alta frecuencia): se trata de un radiofaro más moderno y más completo que el anterior. La emisora envía una doble señal, de las cuales una es fija, comparable a la del NDB. La otra es una señal que se emite mediante un dispositivo que gira rápida y continuamente en 360 grados. De esta manera, el avión recibe una doble señal procedente de la emisora en cuestión. El instrumento VOR de a bordo, una vez el piloto ha seleccionado su frecuencia, según le indican las cartas de navegación, informa no solo de la dirección en la que se encuentra el radiofaro, sino también en qué radial está volando el avión respecto a la emisora. El radial es la dirección de vuelo expresado en grados de la esfera terrestre, en la que la emisora VOR se convierte en centro. Así, un avión puede estar volando directamente hacia un VOR en el radial 270 (de salida), lo cual quiere decir que se acerca a la emisora en dirección este-oeste, mientras que otro avión también puede estar volando directamente hacia el VOR, pero en el radial 180 (de salida), en cuyo caso se acerca a la emisora en dirección norte-sur. Esto permite volar con precisión en las rutas y aproximaciones cada vez más densas. La emisión de radio del VOR se realiza en muy alta frecuencia (VHF) y su alcance es de unas 80 millas (unos 140 kilómetros).

El VOR lleva incorporado en muchos casos un dispositivo DME (en inglés Distance Measuring Equipment, es decir, equipo medidor de distancia), que permite al piloto, si su instrumento también dispone de este sistema, conocer la distancia exacta desde el avión al VOR. La importancia de este dato adicional es evidente. La identificación de la distancia la realiza el dispositivo de a bordo comparando las dos señales de radio recibidas desde el VOR. Cuando un radiofaro VOR dispone del sistema de medición de distancia se denomina VOR/DME. Por el contrario, también existen emisoras que solo son DME, es decir, que sirven exclusivamente para conocer la distancia. Estas emisoras se encuentran generalmente en las zonas de los aeropuertos para facilitar las maniobras de aproximación.
Algunos VOR utilizados por la aviación civil son al mismo tiempo radiofaros de uso militar. En tal caso se denominan VORTAC (el término TAC se refiere a Tactical, o sea, táctico).
El VOR, al igual que el NDB, sirve tanto de ayuda a la navegación cuando se vuela hacia él como cuando el avión se aleja. También se utilizan ambos instrumentos para determinar una posición, lo cual se realiza estableciendo intersecciones que resultan del punto en que se cruzan las direcciones desde o hacia dos emisoras.
Ambos sistemas de radionavegación se encuentran todavía en uso generalizado en todo el mundo, si bien se prevé que en los próximos años comenzarán a ser utilizados de forma decreciente a raíz de la aparición del sistema GPS (en inglés Global Positioning System, sistema de posicionamiento global) que permite conocer mediante señales de satélites la posición de una aeronave con gran exactitud.